# 第68回有馬記念
第68回有馬記念（だいろくじゅうはちかいありまきねん）は、2023年12月24日に千葉県船橋市の中山競馬場で行われた競馬の競走である。
2022年のダービー馬であるドウデュースが制し、GI3勝目を挙げた。
また、騎乗した武豊は第35回のオグリキャップ、第51回のディープインパクト、第62回のキタサンブラック以来、池添謙一に並ぶ通算4度目の本競走制覇となり、GI最多勝と最年長勝利記録を更新した。

## 競走前の状況
本年の天皇賞（春）を優勝し、前走の天皇賞（秋）で2着となったジャスティンパレスはファン投票で3位となり、出走予定馬の中では最上位の投票順位となった。
前年のダービー馬であるドウデュースは、2走前と前走は戸崎圭太が騎乗していたが、本競走から右足負傷によって離脱していた武豊が鞍上に復帰し、騎乗した。
アメリカのBCターフに出走した後、当初は香港ヴァーズへと転戦する予定だったものの、開催3日前の検査で不整脈と診断され、出走取り消しとなったシャフリヤールは急遽、本競走に特別登録し、出走することとなった。ドウデュースとタスティエーラの出走予定もあり、史上初の3世代のダービー優勝馬による本競走での対決が実現した。
また、2022年の天皇賞（春）、宝塚記念などを制したタイトルホルダーはこのレースがラストランとなり、レース後に引退式を行うこと、レックススタッドでの種牡馬入りが発表されている。他にウインマリリンもこのレースがラストランとなる予定。
GI競走を6連勝し、ファン投票でも1位となったイクイノックスは本年のジャパンカップでの優勝後、程なく引退を表明し、そのまま社台スタリオンステーションへ種牡馬入りとなった。またジャパンカップで2着となり、今回のファン投票でも2位となった本年の三冠牝馬のリバティアイランドや菊花賞馬のドゥレッツァは本競走に出走せず年内の休養を陣営が明言した。

## ファン投票
2022年11月16日から12月3日までインターネットにおいてファン投票が行われ、11月23日に第一回中間発表、11月30日に第二回中間発表が行われた。最終の有効投票数は前年と比べて6万票以上少ない4,075,363票であった。
以下の表において出走馬は太字で表示する。
- 最終順位上位20頭[22]

| 最終順位 | 競走馬名           | 性齢 | 最終票数 | 管理調教師 | 主な勝ち鞍 | 主な勝ち鞍 | 主な勝ち鞍               |
| 最終順位 | 競走馬名           | 性齢 | 最終票数 | 管理調教師 | 年         | 格         | 競走名                   |
| -------- | ------------------ | ---- | -------- | ---------- | ---------- | ---------- | ------------------------ |
| 1        | イクイノックス     | 牡4  | 342,637  | 木村哲也   | 2023       | GI         | ジャパンカップ           |
| 2        | リバティアイランド | 牝3  | 327,184  | 中内田充正 | 2023       | GI         | 優駿牝馬                 |
| 3        | ジャスティンパレス | 牡4  | 291,113  | 杉山晴紀   | 2023       | GI         | 天皇賞（春）             |
| 4        | タイトルホルダー   | 牡5  | 246,436  | 栗田徹     | 2022       | GI         | 宝塚記念                 |
| 5        | ソールオリエンス   | 牡3  | 238,000  | 手塚貴久   | 2023       | GI         | 皐月賞                   |
| 6        | タスティエーラ     | 牡3  | 229,236  | 堀宣行     | 2023       | GI         | 東京優駿                 |
| 7        | ドウデュース       | 牡4  | 222,090  | 友道康夫   | 2022       | GI         | 東京優駿                 |
| 8        | ジャックドール     | 牡5  | 211,590  | 藤岡健一   | 2023       | GI         | 大阪杯                   |
| 9        | ディープボンド     | 牡6  | 192,503  | 大久保龍志 | 2021       | GII        | 阪神大賞典               |
| 10       | ドゥレッツァ       | 牡3  | 174,400  | 尾関知人   | 2023       | GI         | 菊花賞                   |
| 11       | ブレイディヴェーグ | 牝3  | 142,098  | 宮田敬介   | 2023       | GI         | エリザベス女王杯         |
| 12       | ジェラルディーナ   | 牝5  | 138,377  | 斉藤崇史   | 2022       | GI         | エリザベス女王杯         |
| 13       | スターズオンアース | 牝4  | 133,364  | 高柳瑞樹   | 2022       | GI         | 優駿牝馬                 |
| 14       | ソングライン       | 牝5  | 101,047  | 林徹       | 2023       | GI         | 安田記念                 |
| 15       | ドゥラエレーデ     | 牡3  | 83,153   | 池添学     | 2022       | GI         | ホープフルステークス     |
| 16       | レモンポップ       | 牡5  | 67,668   | 田中博康   | 2023       | GI         | チャンピオンズカップ     |
| 17       | ヴェラアズール     | 牡6  | 67,075   | 渡辺薫彦   | 2022       | GI         | ジャパンカップ           |
| 18       | ナミュール         | 牝4  | 59,450   | 高野友和   | 2023       | GI         | マイルチャンピオンシップ |
| 19       | スルーセブンシーズ | 牝5  | 58,569   | 尾関知人   | 2023       | GIII       | 中山牝馬ステークス       |
| 20       | シャンパンカラー   | 牡3  | 55,183   | 田中剛     | 2023       | GI         | NHKマイルカップ          |

スルーセブンシーズ（19位）、ライラック（28位）、ハーパー（32位）までがファン投票によって優先出走権を獲得した。
上位20頭の中では、イクイノックス（1位）、ジェラルディーナ（12位）、ソングライン（14位）、ヴェラアズール（17位）はすでに競走馬登録抹消・引退していたため出走しなかった。また、2位のリバティアイランドが回避したことにより、ファン投票の上位2頭が不出走という史上初の事態となった。
なお、当初出走登録を行っていたドゥラエレーデ（15位）は12月29日に行われる東京大賞典に参戦するため回避した。また、マテンロウレオ（52位）、ディアスティマ、ブローザホーン（100位）は通算取得賞金が出走馬に満たさなかったため、出走できなかった。

## 主な競走の結果
第84回菊花賞 GI
- 京都・3000mで実施[23]。

※性齢は全て3歳牡馬。
| 着順 | 競走馬名         | 騎手       | タイム | 着差  |
| ---- | ---------------- | ---------- | ------ | ----- |
| 1着  | ドゥレッツァ     | C.ルメール | 3:03.1 | ー    |
| 2着  | タスティエーラ   | J.モレイラ | 3:03.7 | 3.1/2 |
| 3着  | ソールオリエンス | 横山武史   | 3:04.0 | 1.1/2 |

第168回天皇賞（秋） GI
- 東京・2000mで実施[24]。

※性齢は全て4歳以上。
| 着順 | 競走馬名           | 騎手       | タイム  | 着差  |
| ---- | ------------------ | ---------- | ------- | ----- |
| 1着  | イクイノックス     | C.ルメール | R1:55.2 | ー    |
| 2着  | ジャスティンパレス | 横山武史   | 1:55.6  | 2.1/2 |
| 3着  | プログノーシス     | 川田将雅   | 1:55.8  | 1.1/4 |
|      |                    |            |         |       |
| 7着  | ドウデュース       | 戸崎圭太   | 1:56.6  | 1/2   |

第48回エリザベス女王杯 GI
- 京都・2200mで実施[25]。

※性齢は全て3歳以上の牝馬。
| 着順 | 競走馬名           | 騎手       | タイム | 着差 |
| ---- | ------------------ | ---------- | ------ | ---- |
| 1着  | ブレイディヴェーグ | C.ルメール | 2:12.6 | ー   |
| 2着  | ルージュエヴァイユ | 松山弘平   | 2:12.7 | 3/4  |
| 3着  | ハーパー           | 川田将雅   | 2:12.8 | クビ |
| 4着  | ライラック         | 戸崎圭太   | 2:12.9 | 1/2  |

第43回ジャパンカップ GI
- 東京・2400mで実施[26]。

※性齢は全て3歳以上。
| 着順 | 競走馬名           | 騎手         | タイム | 着差 |
| ---- | ------------------ | ------------ | ------ | ---- |
| 1着  | イクイノックス     | C.ルメール   | 2:21.8 | ー   |
| 2着  | リバティアイランド | 川田将雅     | 2:22.5 | 4    |
| 3着  | スターズオンアース | W.ビュイック | 2:22.6 | 1    |
| 4着  | ドウデュース       | 戸崎圭太     | 2:22.7 | 3/4  |
| 5着  | タイトルホルダー   | 横山和生     | 2:23.1 | 2    |
|      |                    |              |        |      |
| 10着 | ディープボンド     | 和田竜二     | 2:23.6 | 1/2  |

## 出走馬と枠順
2023年12月24日 第5回中山競馬第8日目 第11競走
コース：芝2,500m（Aコース）
天気：晴、馬場状態：良、発走時刻：15時40分
| 枠番 | 馬番 | 競走馬名           | 性齢 | 斤量 [kg] | 騎手           | 調教師     | 馬主                     | 単勝 人気 | オッズ | 馬体重 [kg] | ファン投票 |   |   |                  |     |      |          |          |                          |   |      |     |      |
| ---- | ---- | ------------------ | ---- | --------- | -------------- | ---------- | ------------------------ | --------- | ------ | ----------- | ---------- | - | - | ---------------- | --- | ---- | -------- | -------- | ------------------------ | - | ---- | --- | ---- |
| 枠番 | 馬番 | 競走馬名           | 性齢 | 斤量 [kg] | 騎手           | 調教師     | 馬主                     | 単勝 人気 | オッズ | 馬体重 [kg] | ファン投票 | 1 | 1 | ソールオリエンス | 牡3 | 56.0 | 川田将雅 | 手塚貴久 | （有）社台レースホース   | 3 | 6.5  | 466 | 5位  |
| 枠番 | 馬番 | 競走馬名           | 性齢 | 斤量 [kg] | 騎手           | 調教師     | 馬主                     | 単勝 人気 | オッズ | 馬体重 [kg] | ファン投票 | 1 | 2 | シャフリヤール   | 牡5 | 58.0 | 松山弘平 | 藤原英昭 | （有）サンデーレーシング | 8 | 44.6 | 454 | 46位 |
| 2    | 3    | ホウオウエミーズ   | 牝6  | 56.0      | 田辺裕信       | 池上昌和   | 小笹芳央                 | 16        | 193.2  | 452         | 82位       |   |   |                  |     |      |          |          |                          |   |      |     |      |
| 2    | 4    | タイトルホルダー   | 牡5  | 58.0      | 横山和生       | 栗田徹     | 山田弘                   | 6         | 8.3    | 474         | 4位        |   |   |                  |     |      |          |          |                          |   |      |     |      |
| 3    | 5    | ドウデュース       | 牡4  | 58.0      | 武豊           | 友道康夫   | （株）キーファーズ       | 2         | 5.2    | 506         | 7位        |   |   |                  |     |      |          |          |                          |   |      |     |      |
| 3    | 6    | ディープボンド     | 牡6  | 58.0      | T.マーカンド   | 大久保龍志 | 前田晋二                 | 9         | 47.4   | 500         | 9位        |   |   |                  |     |      |          |          |                          |   |      |     |      |
| 4    | 7    | アイアンバローズ   | 牡6  | 58.0      | 石橋脩         | 上村洋行   | 猪熊広次                 | 13        | 133.5  | 506         | 85位       |   |   |                  |     |      |          |          |                          |   |      |     |      |
| 4    | 8    | ライラック         | 牝4  | 56.0      | 戸崎圭太       | 相沢郁     | 芹澤精一                 | 10        | 65.1   | 448         | 28位       |   |   |                  |     |      |          |          |                          |   |      |     |      |
| 5    | 9    | ヒートオンビート   | 牡6  | 58.0      | 坂井瑠星       | 友道康夫   | （株）社台レースホース   | 15        | 187.9  | 472         | 72位       |   |   |                  |     |      |          |          |                          |   |      |     |      |
| 5    | 10   | ジャスティンパレス | 牡4  | 58.0      | 横山武史       | 杉山晴紀   | 三木正浩                 | 1         | 3.6    | 474         | 3位        |   |   |                  |     |      |          |          |                          |   |      |     |      |
| 6    | 11   | ハーパー           | 牝3  | 54.0      | 岩田望来       | 友道康夫   | エムズレーシング         | 11        | 93.2   | 474         | 32位       |   |   |                  |     |      |          |          |                          |   |      |     |      |
| 6    | 12   | ウインマリリン     | 牝6  | 56.0      | L.モリス       | 手塚貴久   | （株）ウイン             | 14        | 171.9  | 476         | 36位       |   |   |                  |     |      |          |          |                          |   |      |     |      |
| 7    | 13   | タスティエーラ     | 牡3  | 56.0      | R.ムーア       | 堀宣行     | （有）キャロットファーム | 5         | 7.1    | 498         | 6位        |   |   |                  |     |      |          |          |                          |   |      |     |      |
| 7    | 14   | プラダリア         | 牡4  | 58.0      | B.ムルザバエフ | 池添学     | 名古屋友豊（株）         | 12        | 129.5  | 464         | 35位       |   |   |                  |     |      |          |          |                          |   |      |     |      |
| 8    | 15   | スルーセブンシーズ | 牝5  | 56.0      | 池添謙一       | 尾関知人   | （有）キャロットファーム | 3         | 6.5    | 456         | 19位       |   |   |                  |     |      |          |          |                          |   |      |     |      |
| 8    | 16   | スターズオンアース | 牝4  | 56.0      | C.ルメール     | 高柳瑞樹   | （有）社台レースホース   | 7         | 8.6    | 494         | 13位       |   |   |                  |     |      |          |          |                          |   |      |     |      |

※短期騎手免許でイギリスより参戦中のL.モリス、カザフスタンより参戦中のB.ムルザバエフは、本競走初騎乗。

### 公開枠順抽選会
競走3日前の12月21日に東京都内の品川プリンスホテルにて、4年ぶりに陣営関係者の出席（第23回名古屋グランプリ（名古屋競馬場）参戦の武豊・川田将雅を除く）と観覧者を募集し、実施された。
- 司会進行
  - 佐野瑞樹（フジテレビ編成局アナウンス室シニア局次長待遇、「みんなのKEIBA」MC）
  - 竹俣紅（フジテレビアナウンサー、「みんなのKEIBA」MC）
- 実況
  - 青嶋達也（フジテレビ編成局アナウンス室スポーツ統括担当部長、「BSスーパーKEIBA」進行キャスター）
- 解説&インタビュー
  - 細江純子（競馬評論家、元JRA騎手）
- 解説
  - 板津雄志（サンケイスポーツ）
  - 沢田知希（競馬エイト）
- 枠順担当者（いずれも俳優、2023年度JRA年間プロモーションキャラクター）
  - 馬名抽選・奇数順担当：見上愛
  - 馬名抽選・偶数順担当：佐々木蔵之介

## レース結果
スタートではドウデュースやスルーセブンシーズがやや立ち遅れるもののまずまず揃ったスタートを見せる。大外からスターズオンアースが出てくるがハナを切ったのはタイトルホルダー。中団からソールオリエンス、タスティエーラ、スルーセブンシーズが追走していき、後方からドウデュース、1番人気ジャスティンパレスは最後方からの追走となった。
タイトルホルダーが1000mを60.4秒で通過し、2番手と7,8馬身の差をつけて逃げ、向正面ではやや縦長の馬群となった。3〜4コーナーに入ってもタイトルホルダーは2番手と5,6馬身の差をキープし、後方からドウデュースやジャスティンパレスらが動いていったことで、2番手以降の馬群は一団となった。タイトルホルダーが依然リードを保ったまま直線へと向き、それをスターズオンアースやドウデュースが追いかける形になった。前は粘るタイトルホルダーと追うドウデュースとスターズオンアースが3頭抜けた形になり、残り100mを通過したところでドウデュースがタイトルホルダーを捉えて前へ出ると、内から追いすがるスターズオンアース、外から追い込むジャスティンパレス、シャフリヤールをしのいで上がり最速の34.3秒で1着でゴールした。2着には1/2馬身の差食らいついたスターズオンアース、3着には逃げたタイトルホルダー、4着に1番人気のジャスティンパレス、5着にはシャフリヤールが入線。3番人気スルーセブンシーズは12着、4番人気ソールオリエンスは8着、5番人気タスティエーラは不利を受けたのもあって6着に敗れた。

### レース着順
| 着順 | 枠番 | 馬番 | 馬名               | タイム | 上3F | 着差 （馬身） |
| ---- | ---- | ---- | ------------------ | ------ | ---- | ------------- |
| 1    | 3    | 5    | ドウデュース       | 2:30.9 | 34.3 | ―             |
| 2    | 8    | 16   | スターズオンアース | 2:31.0 | 34.8 | 1/2           |
| 3    | 2    | 4    | タイトルホルダー   | 2:31.2 | 36.2 | 1             |
| 4    | 5    | 10   | ジャスティンパレス | 2:31.2 | 34.4 | アタマ        |
| 5    | 1    | 2    | シャフリヤール     | 2:31.2 | 34.8 | クビ          |
| 6    | 7    | 13   | タスティエーラ     | 2:31.5 | 34.9 | 1.1/2         |
| 7    | 6    | 12   | ウインマリリン     | 2:31.6 | 35.2 | 3/4           |
| 8    | 1    | 1    | ソールオリエンス   | 2:31.6 | 34.8 | アタマ        |
| 9    | 6    | 11   | ハーパー           | 2:31.6 | 35.3 | クビ          |
| 10   | 2    | 3    | ホウオウエミーズ   | 2:31.7 | 34.7 | クビ          |
| 11   | 4    | 7    | アイアンバローズ   | 2:31.8 | 35.1 | 1/2           |
| 12   | 8    | 15   | スルーセブンシーズ | 2:31.8 | 35.4 | クビ          |
| 13   | 4    | 8    | ライラック         | 2:31.8 | 34.9 | クビ          |
| 14   | 7    | 14   | プラダリア         | 2:31.9 | 35.7 | 1/2           |
| 15   | 3    | 6    | ディープボンド     | 2:32.4 | 35.6 | 3             |
| 16   | 5    | 9    | ヒートオンビート   | 2:32.4 | 35.9 | ハナ          |

### 制裁
- ジャスティンパレス騎乗の横山武史は最後の直線コースで内側に斜行したため、過怠金3万円が科せられた。（被害馬：タスティエーラ）[30]
- スターズオンアースの検体から規制薬物フルニキシンが検出されたことについて、管理する高柳瑞樹調教師に過怠金10万円が科せられた。（2024年2月15日に公表）[31][32]

### データ
| 1000ｍ通過タイム  | 60.4秒（タイトルホルダー） |
| 上がり4ハロン     | 47.9秒                     |
| 上がり3ハロン     | 35.9秒                     |
| 最速上がり3ハロン | 34.3秒（ドウデュース）     |

### 払戻金
|        | 馬番／枠番 | 人気 | 金額（円） |
| ------ | ---------- | ---- | ---------- |
| 単勝   | 5          | 2    | 520        |
| 複勝   | 5          | 3    | 230        |
| 複勝   | 16         | 5    | 240        |
| 複勝   | 4          | 7    | 330        |
| 馬単   | 5→16       | 23   | 4,380      |
| 馬連   | 5 - 16     | 15   | 2,730      |
| 枠連   | 3 - 8      | 2    | 980        |
| ワイド | 5 - 16     | 13   | 930        |
| ワイド | 4 - 5      | 17   | 1,210      |
| ワイド | 4 - 16     | 21   | 1,720      |
| 3連単  | 5→16→4     | 159  | 42,110     |
| 3連複  | 4 - 5 - 16 | 28   | 8,050      |

### 当日のWIN5（5重勝単勝式）
- 発売票数：9,616,104票
- 発売総額：961,610,400円
- 的中票数：104票
- 払戻金：6,472,370円

| 対象順          | 1                               | 2                           | 3                           | 4                           | 5                     |
| --------------- | ------------------------------- | --------------------------- | --------------------------- | --------------------------- | --------------------- |
| 競走順          | 中山第9競走                     | 阪神第10競走                | 中山第10競走                | 阪神第11競走                | 中山第11競走          |
| 競走名          | グッドラックHC                  | サンタクロースS             | クリスマスC                 | りんくうS                   | 第68回有馬記念        |
| 条件            | 芝2,500m 2勝クラス              | 芝2,000m 3勝クラス          | 芝1,600m 3勝クラス          | ダート1,200m オープン       | 芝2,500m オープン     |
| 単勝人気        | 6番人気                         | 5番人気                     | 1番人気                     | 4番人気                     | 2番人気               |
| 勝利馬 （鞍上） | ジオフロント （B.ムルザバエフ） | セントカメリア （北村友一） | コントラポスト （田辺裕信） | アームズレイン （松若風馬） | ドウデュース （武豊） |
| 馬番            | 8                               | 8                           | 10                          | 12                          | 5                     |
| 残票数          | 591,170票                       | 53,297票                    | 10,730票                    | 743票                       | 104票                 |

## エピソード
- 売得金：55,541,244,400円[34]
- 入場人員：53,453名（有料入場人員 50,912名）※新型コロナウイルス感染拡大防止のため、ネット抽選による事前予約者に限定
- ファンファーレ生演奏及び昼休憩時間帯の生演奏は、海上自衛隊東京音楽隊が担当。
- ダービー馬による有馬記念制覇はオルフェーヴル以来10年ぶり[35]9頭目で、三冠馬以外ではハクチカラ・ダイナガリバー・トウカイテイオーに次いで30年ぶり4頭目となった。ドウデュースはファン投票では7位での選出であったが、ファン投票7位での有馬記念勝利は1975年・第30回のイシノアラシ以来48年ぶりとなった。
- ドウデュースは父ハーツクライとの本競走親子制覇を達成。本競走での親子制覇は史上6回目[36]となった。
- このレース結果により、ドウデュース、タイトルホルダー、シャフリヤールの3頭の総獲得賞金が10億円を突破した。
- この競走で武豊は、12月24日に行われた有馬記念を3連勝となり[37]、JRAGI通算81勝目。なお12月24日のレースで武豊が挑んだはこの有馬記念のみである。中央競馬では通算4466勝目。なお武豊は当日はこのレース1鞍のみ騎乗した。
  - 同時に池添謙一と並ぶ有馬記念4勝目を挙げた。これまでの3勝はすべて騎乗馬の引退レースでの勝利[38]だが、翌年も現役続行の馬に騎乗しての有馬記念勝利はドウデュースが初めてとなる。
- 2着のスターズオンアースは、有馬記念16番枠からの発走では初めて馬券内に入る好走となった[39]（最高は2009年フォゲッタブルと2015年マリアライトの4着）
- ウィナーズサークルで行われた記念撮影や表彰式のウイナーズレディは前年同様、ゲーム『ウマ娘 プリティーダービー』と中山馬主協会とのコラボ企画として行われ、同作品出演声優の春川芽生・夏吉ゆうこが務めた[40]。

## テレビ・ラジオ中継
本レースのテレビ・ラジオ放送の実況担当者およびその他の出演者。NHK職員の勤務局や民放各社社員の役職、ゲストの肩書は出演当時のもの。
実況担当者
- 日本放送協会 (NHK)：高木修平（広島放送局、2年ぶり3回目）[41]
  - 解説：鈴木康弘（日本調教師会 名誉会長）
  - ゲスト：熊沢重文（元JRA騎手、第36回（1991年、ダイユウサク）勝利騎手）
  - 番組司会：稲垣秀人（協会本部・メディア総局ラジオセンター）
- ラジオNIKKEI（含・グリーンチャンネル・BS11[注釈 2]）：大関隼（東京本社、初実況）
- フジテレビ（みんなのKEIBA）：青嶋達也（編成局アナウンス室スポーツ統括担当部長、7年連続9回目）
  - 解説：松本ヒロシ（競馬エイト）
  - 番組司会：DAIGO、佐野瑞樹（編成局アナウンス室シニア局次長待遇）、竹俣紅
  - パドック実況兼勝利騎手インタビュー：酒主義久
  - パドック解説：細江純子（競馬評論家、元JRA騎手）
  - 解説者：井崎脩五郎
  - ゲスト：福永祐一（JRA調教師）、佐々木主浩（日本プロ野球名球会 副理事長）
- ニッポン放送（第49回ラジオ・チャリティー・ミュージックソン内で放送）：清水久嗣
- アール・エフ・ラジオ日本：細淵武揚

他社・系列局利用社局
- BSフジ（BSスーパーKEIBA）
  - 番組司会：倉田大誠（編成局アナウンス室副部長）、小澤陽子
  - 解説：椋木宏（競馬エイト）
  - ゲスト：鈴木淑子
- 関西テレビ（KEIBA BEAT）
  - 番組司会：菅井友香、恋さん（シャンプーハット）、岡安譲（編成局アナウンス部次部長）
  - 解説：安藤勝己（元JRA騎手）、高橋賢司（競馬エイト）
  - ゲスト：杉本裕太郎（プロ野球選手）
  - 現地リポート：山本大貴
- BS11（BSイレブン競馬中継）
  - 番組司会：東幹久（俳優）、宮島咲良
  - アシスタントアナウンサー：木和田篤（ラジオNIKKEI）
  - スタジオ解説：大上賢一郎（スポーツ報知）
  - パドック解説：吉岡哲哉（競馬ブック、中山競馬場担当）、日比野正吾（研究ニュース、阪神競馬場担当）